# Liefde zonder grenzen
Liefde zonder grenzen is een Nederlandse romantische komedie uit 2021 geregisseerd door Appie Boudellah en Aram van de Rest. De film ging op 11 oktober 2021 in première.

## Verhaal
De film volgt de liefdeslevens van de zussen Eva en Lieke, hun broer Maarten en vader Ferry. De levens van de gezinsleden zijn totaal verschillend van elkaar en verlopen alles behalve normaal. De grote vraag is of ondanks alle vooroordelen uiteindelijk de liefde toch zal winnen.

## Rolverdeling
| acteur              | personage       |
| ------------------- | --------------- |
| Yolanthe Cabau      | Eva             |
| Abbey Hoes          | Lieke           |
| Jim Bakkum          | Maarten         |
| Hajo Bruins         | Ferry           |
| Edwin Jonker        | Mike            |
| Hassan Slaby        | Bram            |
| Soy Kroon           | Luke            |
| Freek Bartels       | Hugo            |
| Melissa Drost       | Sanne           |
| Selma Omari         | Kenza           |
| Elle van Rijn       | Marjolijn       |
| Elise van der Horst | Elize           |
| Tanja Jess          | headhunter Ula  |
| Rachida Iaallala    | moeder van Bram |
| Peggy Vrijens       | dokter          |
| Tina de Bruin       | strenge zuster  |
| Amber van Kooten    | verpleegkundige |
| Kim Pieters         | baas van Eva    |
| Ad Wijnschenk       | buurman Ad      |
| Hassan El Rahaui    | slager          |

## Achtergrond
De film werd geregisseerd door Appie Boudellah en Aram van de Rest. Boudellah werkte daarnaast eveneens mee als een van de producenten en schreef ook samen met Mustapha Boudellah en Lars Boom het scenario voor de film. De opnamen van de film gingen van start in juni 2021, met onder andere opnamen in de Veluwe. Hoofdrollen in de film waren weggelegd voor onder anderen Yolanthe Cabau, Hajo Bruins, Jim Bakkum en Abbey Hoes.
Op 22 september 2021 werden de eerste bewegende beelden in de vorm van een trailer gedeeld. Liefde zonder grenzen ging op 11 oktober 2021 voor pers en genodigden in première bij Koninklijk Theater Tuschinski in Amsterdam, de film werd vervolgens op 14 oktober 2021 door distributeur Splendid Film landelijk in de bioscopen uitgebracht. Op 4 november 2021 werd de film bekroond met een Gouden Film voor het behalen van 100.000 bioscoopbezoekers.
In november 2023 verscheen de film op streamingdienst Netflix, hier kwam de film in zijn eerste week meteen binnen in de top 10 van best bekeken films op het platform.